# 矢追秀彦
矢追 秀彦（やおい ひでひこ、1933年12月8日 - 2009年12月12日）は、日本の政治家。兵庫県出身。
参議院議員（3期）、参議院運輸委員長、衆議院議員（3期）、公明党副書記長、公明党副委員長などを歴任した。

## 経歴
1933年12月8日、兵庫県に生まれる。1952年、大阪府立池田高等学校卒業。1958年、大阪大学歯学部を卒業する。
1965年7月4日、第7回参議院議員通常選挙に全国区から公明党公認候補として立候補し、初当選する。1967年、四大公害病の一つであるイタイイタイ病について国会で初めて言及し、政府を追及した。
1980年6月22日、第12回参議院議員通常選挙に公明党公認候補として立候補し、当選する。公明党参議院国会対策委員長に就任する。
1982年、参議院運輸委員長に就任する。同年、公職選挙法改正法案（地方区・全国区を廃止し、都道府県選挙区・比例代表区制への移行）が提出された際には、民社党と共に自民党と応戦した。
1983年12月18日、第37回衆議院議員総選挙に大阪6区から北側義一の後継で公明党公認候補として立候補し、当選する。衆議院議員に転じ、以降、3期務めることになる。
1986年12月、公明党大会において公明党副書記長に就任する。
1993年7月、第40回衆議院議員総選挙に立候補せず、選挙地盤を佐藤茂樹に譲って政界を引退する。
1994年、公明党副委員長に就任する。同年12月5日、公明党の解散にともない、公明の結成に参加する。
2009年12月12日、心不全のため死去。

## 役職歴
- 公明党副委員長
- 公明党副書記長
- 公明党参議院国会対策委員長